# Euthalia dirtea
Euthalia dirtea är en fjärilsart som beskrevs av Fabricius 1793. Euthalia dirtea ingår i släktet Euthalia och familjen praktfjärilar. IUCN kategoriserar arten globalt som livskraftig. Inga underarter finns listade i Catalogue of Life.